# Tandika (Mtwara)
Tandika ist ein Verwaltungsbezirk (Ward) des Distrikts Mtwara (MC) in der tansanischen Region Mtwara.

## Geografie
Tandika liegt im Südosten von Tansania, es ist ein zentraler Bezirk der Regionshauptstadt Mtwara. Der Bezirk grenzt im Norden an Chikongola, im Osten an Majengo, im Südosten an Likombe, im Südwesten an Magomeni und im Nordwesten an Chuno. Bei der Volkszählung 2022 lebten 9689 Menschen in 3180 Haushalten auf einer Fläche von 1,4 Quadratkilometern.

## Gliederung
Der Bezirk besteht aus fünf Stadtteilen (Mtaa):
- Mmingano
- Mtawike
- Liyawile
- Tandika
- Shule ya Msingi Majengo